# Fred Durst
William Frederick Durst, più noto come Fred Durst (Jacksonville, 20 agosto 1970), è un cantante, rapper, produttore discografico, regista e sceneggiatore statunitense, noto principalmente per essere fondatore e frontman del gruppo musicale rap metal Limp Bizkit.
Nel 2006 la rivista Hit Parader lo ha inserito nella sua lista dei 100 migliori cantanti metal di tutti i tempi alla posizione numero 71.

## Biografia

### Primi anni
Il suo nome alla nascita era Frederick Allen Mayne III (Durst è il cognome del padre adottivo). Di origini tedesche, è figlio di un poliziotto, e ha trascorso la sua adolescenza a Gastonia (Carolina del Nord); durante questo periodo si appassiona a diversi generi musicali, più in particolare all'hip hop e metal. Durante il periodo liceale, si esibiva spesso in prestazioni hip hop. Dopo il liceo, ritornò a Jacksonville ed entrò nella Marina Militare.
A 20 anni sposò Rachel Tergesen, da cui ebbe una figlia, Adriana. Quando scoprì una relazione tra sua moglie ed uno sconosciuto della zona, Durst aggredì quest'ultimo, e fu di conseguenza costretto ad un mese di prigione. In seguito Fred e Rachel divorziarono.
Dopo essere stato rilasciato, oltre a dedicarsi allo skateboard e alla break dance, avviò una propria attività di tatuatore.

### Limp Bizkit

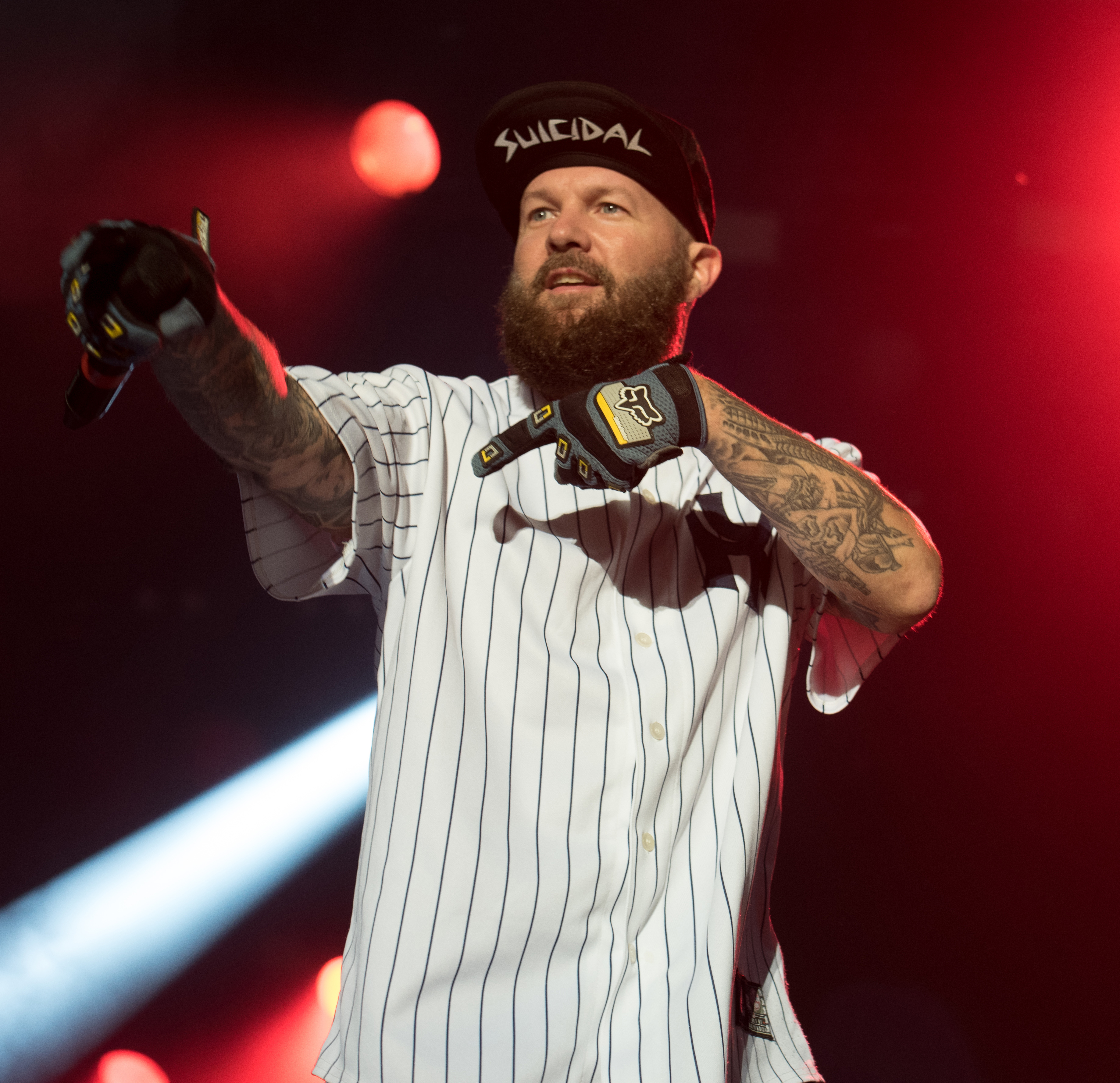
Durst sul palco con i Limp Bizkit

Alla fine del 1994, Durst conobbe il bassista blues/metal Sam Rivers, con cui fondò i Limp Bizkit. Ai due si aggregarono successivamente John Otto (cugino di Rivers ed ex batterista jazz), il chitarrista Rob Waters (poi subito sostituito da Wes Borland), e nel 1996 DJ Lethal, ex turntablist degli House of Pain. Il gruppo fu lanciato nel 1995 dal bassista dei Korn Reginald Arvizu, che si era tatuato nel negozio di Durst.
Tra la fine degli anni novanta e l'inizio degli anni 2000, Durst ha realizzato con i Bizkit, alcuni dei singoli di maggior successo di quel periodo (Counterfeit, Nookie, Break Stuff, Take a Look Around, Rollin', My Generation). Inoltre ha diretto quasi tutti i video musicali del suo gruppo, e anche quelli di Falling Away from Me dei Korn, e di It's Been Awhile e Just Go degli Staind.
Nell'estate 1999, i Limp Bizkit suonarono al festival Woodstock '99 davanti a circa 200,000 persone. Il concerto venne funestato da violenti incidenti dovuti al comportamento della folla, la maggior parte dei quali ebbero luogo durante e dopo la loro performance. Furono riportati diversi casi di molestie sessuali e stupri. Durst fu criticato per avere aizzato la folla a scatenarsi. Durante l'esecuzione della canzone Nookie Durst esclamò dal palco: «È ora di lasciarvi andare, perché non ci sono fottute regole là fuori».
Nel corso di un'intervista successiva, Durst disse: «Non ho visto nessuno farsi male. Non lo vedi. Quando sei su un palco davanti a una marea di gente, e senti la tua musica, come si aspettano che vediamo se sta accadendo qualcosa di brutto?».
Durst ha avuto nel 2001 alcuni problemi giudiziari (poi risoltisi), perché per sbaglio ritenuto colpevole della morte di Jessica Michalik, accidentalmente pestata da alcuni fan durante il Big Day Out dello stesso anno a Sydney (Australia).

### Eventi recenti

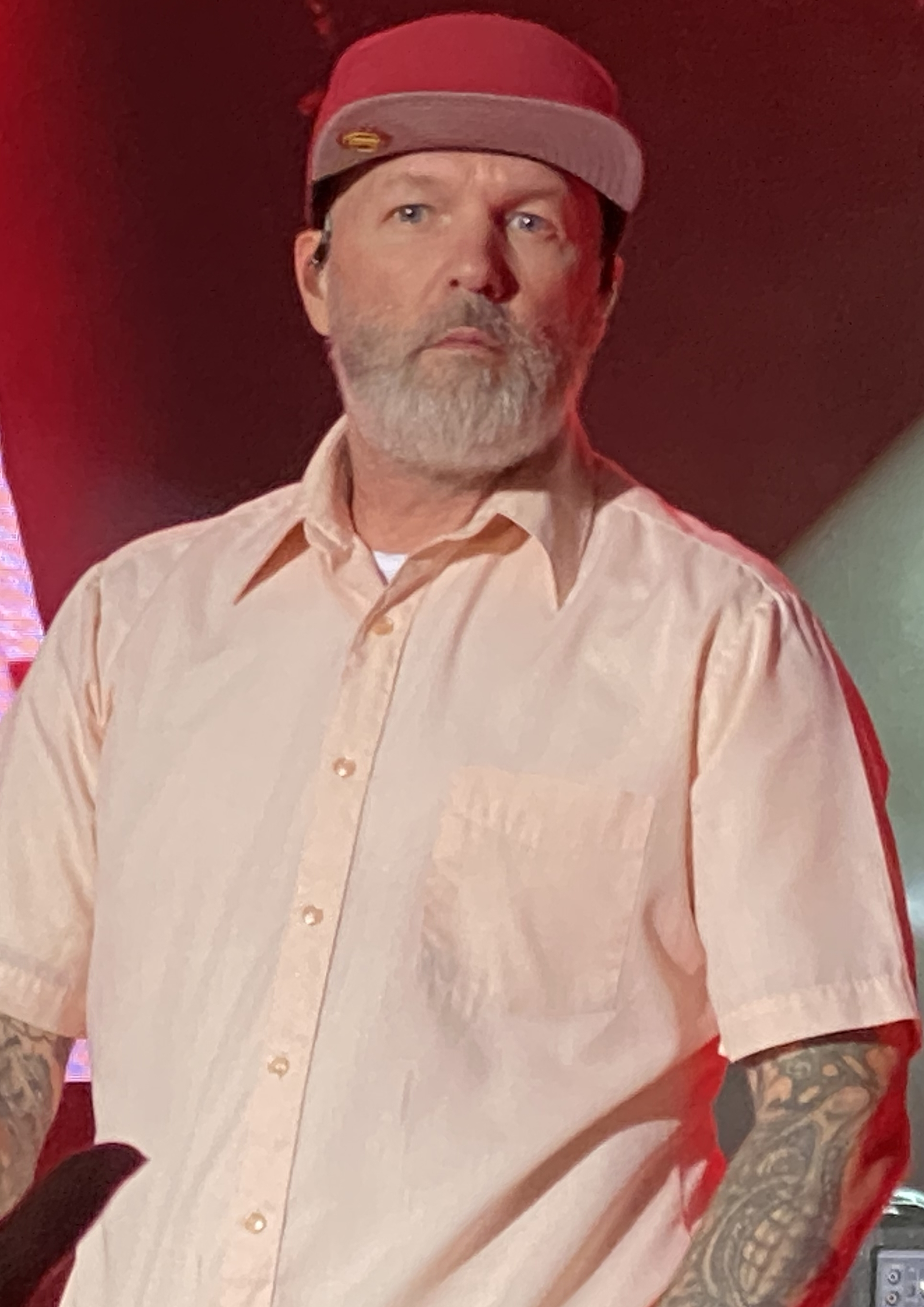
Durst nel 2021

Durst è noto anche per le sue brevi relazioni sentimentali, avute con alcune modelle di Playboy (Jaime Bergman, Jennifer Rovero, Summer Altice) e con starlette tra cui Britney Spears (cui in un primo momento si pensò fosse ispirata la canzone Eat You Alive), Alyssa Milano, Geri Halliwell, Avril Lavigne, Carmen Electra, Naomi Campbell, Paris Hilton e Thora Birch. Il 17 luglio 2009 si è sposato con Esther Nazarov, da cui ha divorziato dopo soli due mesi.
Il 30 agosto 2001 Fred Durst ha avuto un secondo figlio, Dallas.
A partire dal 2003 ha reso anche disponibili su Internet alcuni brani inediti del gruppo di Jacksonville (Cowgirls From Hell, Relentless, Poison Ivy, When It Rains).
Nel 2005, sul suo blog personale, ha smentito le voci sul presunto scioglimento della sua band dichiarato da Wes Borland, che poi è tornato nel gruppo nel 2009.
Nel 2015 ha trascorso sei mesi in Crimea, che l'anno precedente era stata annessa dalla Russia, e durante questo soggiorno ebbe parole di elogio nei confronti di Vladimir Putin (lo definì «Un grande uomo, con limpidi principi morali e una bella persona»). Di conseguenza, il Servizio di sicurezza dell'Ucraina lo bandì per cinque anni dal territorio ucraino «nell'interesse di garantire la sicurezza» del Paese. In ogni caso, contrariamente a quanto era trapelato in precedenza, con una dichiarazione ufficiale Durst negò di aver chiesto di acquisire la cittadinanza russa.

## Ispiratori
Fred Durst e il suo gruppo citano come propri ispiratori Red Hot Chili Peppers, Jane's Addiction, Guns N' Roses, Run DMC, Metallica, Rage Against the Machine, Suicidal Tendencies, Tool, Faith No More, Living Colour, Primus, Nirvana, Beastie Boys, Mr. Bungle e Korn.

## Critiche
Di Durst esiste un'opinione a volte negativa, che ha addirittura spinto alcuni detrattori a creare un "Movimento Anti-Fred Durst", rivolto soprattutto ai suoi modi di fare provocatori ed irriverenti. Inoltre l'elevata popolarità dei Limp Bizkit, e al contempo l'atteggiamento spesso di disprezzo per la loro musica, ha indotto molti a considerarli dei "venduti".
Il sito sull'heavy metal Encyclopaedia Metallum ha addirittura coniato come termine per i propri bannamenti "Dursted", con un chiaro riferimento al cantante dei Bizkit (non di rado considerato un insulto al rock pesante).
Alcuni musicisti come Trent Reznor dei Nine Inch Nails, Eminem, Mos Def, i Taproot e gli Slipknot, hanno avuto feroci diverbi con Durst. Zakk Wylde dei Black Label Society dichiarò in uno show americano (Aqua Teen Hunger Force) che detesta i Limp Bizkit e specialmente Durst, non per motivi personali, ma perché Wylde critica la sua enorme popolarità nel mondo della musica e soprattutto del gossip.
Il 9 dicembre 2010 il dissidio tra i Limp Bizkit e gli Slipknot è stato ufficialmente terminato da Fred il quale ha riferito che è finito l'astio nei loro confronti e ha dichiarato di essere un loro fan.

## Carriera nel cinema, produzione discografica, videogiochi
Nel 2001 ha avuto un cameo nel film Zoolander, e nel 2005 ha interpretato il ruolo del poliziotto Odgen, nella sit-com Revelations. L'anno successivo è stato anche chiamato ad interpretare un ruolo nel film Population 436 (in italiano 436 - La profezia), con Jeremy Sisto. Nel 2007 Fred Durst ha diretto il film The Education of Charlie Banks. Nel 2008 è comparso nel telefilm Dr. House - Medical Division, interpretando un barista negli ultimi due episodi della quarta stagione, e ha diretto il film Una squadra molto speciale (The Longshots), avente nel ruolo principale uno dei suoi ispiratori, Ice Cube. Nel 2019 è stato regista del film The Fanatic, interpretato da John Travolta e Devon Sawa. Nel 2024 appare nel film Y2K, interpretando sé stesso.
Con l'etichetta Flawless Records, divisione della Geffen, ha prodotto i lavori di alcuni gruppi come Puddle of Mudd, The Revolution Smile, Ringside e She Wants Revenge. Ha lanciato anche gli Staind e i Cold.
Fred compare anche nel videogioco di wrestling per PC e Xbox 360 WWE Raw (pubblicato nel 2002) come lottatore sbloccabile: per poterlo usare bisogna vincere tutti i titoli WWE disponibili almeno una volta.

## Vita privata
Nel 1990, mentre prestava servizio in Marina ad Oakland, Durst conobbe la prima moglie Rachel Tergesen, da cui ebbe nello stesso anno la primogenita Adriana. I due divorziarono nel 1993, a causa del tradimento di lei. Nel 2001 ebbe un altro figlio, Dallas, dalla relazione con l'attrice Jennifer Thayer.
Diversi anni dopo il divorzio dalla Tergesen, il 17 giugno 2009 il cantante si è risposato con Esther Nazarov, dalla quale ha però divorziato dopo due mesi. Nel 2012 Durst si è sposato per la sua terza volta con la truccatrice russa Kseniya Beryazina, poi lasciata per divorzio nel 2019.
Nel 2022 si è sposato per la sua quarta volta con Arles Durst.
Il cantante è sostenitore della squadra di football americano Jacksonville Jaguars e della squadra di pallacanestro dell'NBA Boston Celtics. Inoltre ha la particolarità di presentarsi in molte apparizioni pubbliche, soprattutto in passato, con un berretto al contrario della squadra di baseball New York Yankees.

## Doppiatori italiani
Nelle versioni in italiano delle opere in cui ha recitato, Fred Durst è stato doppiato da:
- Giorgio Locuratolo in Dr. House - Medical Division
- Carlo Scipioni in Ho visto la TV brillare